# Castell de Molinàs
La Torre Castell de Molinàs, o de Molinars, és una obra romànica del municipi de Colera (Alt Empordà) protegida com a bé cultural d'interès local i un jaciment arqueològic de l'antic castell.

## Descripció
Situat a ponent del nucli urbà de la població de Colera, a uns quatre quilòmetres de distància del nucli i a la vall de Molinàs. S'hi accedeix per la mateixa pista forestal que puja a l'església de Sant Miquel de Colera.
Es tracta de les restes enrunades de la torre castell de Molinàs. Actualment s'observa un recinte de planta rectangular, del que es conserven dos cossos d'edificació. Els murs perimetrals de la fortificació s'han conservat de manera irregular. El més destacable és el mur de tramuntana, d'uns deu metres d'alçada. Presenta tres filades d'espitlleres disposades a diferent i un matacà força ben conservat, a la part superior del parament. Al seu costat hi ha una finestra d'arc de mig punt, actualment tapiada. La façana oriental és la més destruïda del conjunt, probablement pel fet d'haver-hi estat adossat un mas d'època posterior, avui completament enrunat. En canvi, la façana de ponent, que no supera els cinc metres d'alçada, ha conservat quatre espitlleres al nivell inferior, de la mateixa manera que el mur de migdia, que dona accés a l'interior del recinte, i presenta un total de vuit espitlleres. Aquest espai interior està compartimentat per un mur que segueix una orientació nord - sud que presenta una obertura tapiada de mig punt, amb les lloses de pissarra disposades a sardinell, al nivell inferior i una porta rectangular bastida en pedra (i reformada amb maons), al pis. La part de ponent presenta un espai rectangular que probablement no tenia sostre, o bé estava cobert amb trespols de fusta. Mitjançant un arc de mig punt obert al mur de tramuntana d'aquest espai s'accedia a la zona coberta. A la banda de llevant s'observen restes de les cobertes originals, sostingudes per arcs diafragma de mig punt.
La roca natural de la zona fou retallada per assentar-hi els murs, fets de lloses de pissarra estretes i llargues, lligades amb fang formant un aparell irregular. Només els brancals de la porta de migdia estan reforçats amb morter.

## Història
No hi ha notícies històriques referents a l'edifici en concret. Malgrat tot s'han recollit certes hipòtesis del seu origen. Una primera és la relació entre aquesta fortalesa i la "guàrdia de moros" documentada al segle X o a la turre citada al segle xi, amb referència al lloc o la vall de Colera. Les actes de consagració de la basílica monàstica de Sant Quirc de Colera del 935 i 1123 esmenten una torre de moros. En un document datat al darrer quart del segle xi s'indica que Dalmau Berenguer tenia, en feu del monestir de Sant Quirc de Colera, a la vila de Colera "ipsa sua domenedura propia" amb masos, terres, vinyes i pertinences, com també els ports i la "turre" allí fundada. Un text de l'any 1223, un conveni signat per l'abat de Sant Quirc referent a la vall de Colera, parla de fortaleses i torres d'aquest lloc, en plural.
Les característiques de l'edifici, torre castell, per les arcades diafragma, per les sales interiors i l'aspecte d'altres elements, com les sageteres altes i el matacà, porten una datació probablement baix-medieval, potser del segle xii o ja del xiii. Es tracta d'una construcció de caràcter popular i rústec que aprofita restes d'una gran torre o guàrdia molt anterior.